# قائمة إصدارات الطوابع في أوكرانيا لسنة 1997
هذه قائمة الطوابع البريدية التي أصدرها البريد الأوكراني للتداول في عام 1997.
أُصدر 43 طابعًا بريديًا تذكاريًا في الفترة من 22 مارس إلى 30 ديسمبر عام 1997، غطت موضوعات الطوابع التذكارية ذكرى الشخصيات الثقافية البارزة، والمعالم المعمارية في أوكرانيا، والتواريخ الهامة، وأنواع الحيوانات والنباتات، وغيرها من الموضوعات. طرحت طوابع بريدية للتداول من فئات:
- 0.10 هريفنيا
- 0.20 هريفنيا
- 0.30 هريفنيا
- 0.40 هريفنيا
- 0.60 هريفنيا

طُبعت الطوابع البريدية التي تحمل الأرقام 141، 142، 150-156 و175 في دار سك العملة والأوراق النقدية التابع التابعة للبنك الوطني الأوكراني، وطُبعت الطوابع التي تحمل الأرقام 136-140، 143-149، 157-174 و176-182 في مؤسسة "دار الطباعة الأوكراني" المملوكة للدولة.
فرزت الطوابع حسب تاريخ التداول.

## قائمة الطوابع التذكارية
يتوافق ترتيب العناصر في الجدول مع الرقم الموجود في دليل طوابع أوكرانيا على الموقع الرسمي للبريد الأوكراني ((بالأوكرانية: КМД УДППЗ «Укрпошта»)، بين قوسين الأرقام وفقًا "لدليل ميشيل للطوابع".
| التسلسل في الكتالوج                                                                                         | الصورة | الوصف والمصادر | القيمة                               | تاريخ طرحها للتداول | كمية الإصدار                            | المصمم                       |
| --- | ------ | --- | ------------------------------------ | ------------------- | --------------------------------------- | ---------------------------- |
| رقم 136 (Mi #196) رقم 137 (Mi #197)                                                                         |        | طوابع متجاورة حول "عالم الحيوانات في أوكرانيا"، وضمت طابعان مع قسيمة: الحياة البرية الأوكرانية: - وشق أوراسيا (Felis lynx) - دب بني (Ursus arctos) | 0,20 هريفنا                          | 22 مارس 1997 م      | 200٬000                                 | كوزنيتسوف غينادي             |
| رقم 138 (Mi #200)                                                                                           |        | صورة كنيسة الحماية المقدسة [الأوكرانية] في قرية سوتكيفتسي [الأوكرانية] والتي بنيت في سنة 1476 م. | 0,20 هريفنا                          | 19 أبريل 1997 م     | 250٬000                                 | إيفان كريسلاش [الأوكرانية]   |
| رقم 139 (Mi #198)                                                                                           |        | كاتدرائية رقاد السيدة العذراء [الروسية] (بالأوكرانية: Хрестовоздвиженський собор) في بولتافا والتي بنيت خلال الفترة 1689-1709 م. | 0,20 هريفنا                          | 19 أبريل 1997 م     | 250٬000                                 | إيفان كريسلاش                |
| رقم 140 (Mi #199)                                                                                           |        | كاتدرائية القديس جورج في لفيف والتي بنيت خلال الفترة 1748—1762 م. | 0,20 هريفنا                          | 19 أبريل 1997 م     | 250٬000                                 | إيفان كريسلاش                |
| رقم 141 (Mi #201) رقم 142 (Mi #202)                                                                         |        | ورقة طوابع تذكارية: الموضوع المشترك للإصدارات البريدية ضمن برنامج "بوست أوروبا [الإنجليزية]"-97: القصص والأساطير. تاريخ أوكرانيا (فترة كييف روس). أمراء كييف الأسطوريون [الأوكرانية] في فترة أواخر القرن السادس وأوائل القرن السابع، وهم: - الطابع الأول: - كي [الأوكرانية] - شك [الأوكرانية] - الطابع الثاني: - خوريف [الأوكرانية] - أختهم ليبيد [الأوكرانية] | 0,40 هريفنا                          | 6 مايو 1997 م       | 700٬000                                 | فولودومير تاران أليكسي خاروك |
| رقم 143 (Mi #203)                                                                                           |        | طابع تذكاري لمناسبة المعرض الوطني الرابع للطوابع البريدية في "شيفتشينكو [الأوكرانية]" في مقاطعة تشيركاسي. | 0,10 هريفنا                          | 17 مايو 1997 م      | 5٬000٬000                               | س. ب. مينينكو                |
| رقم 144 (Mi #204)                                                                                           |        | الذكرى المئوية لميلاد أوليكساندر هناتوفيتش شارغي (اسم الشهرة: يوري كوندراتيوك) (1897—1942) | 0,20 هريفنا                          | 21 يونيو 1997 م     | 250٬000                                 | فاسيل إيفانوفيتش دفورنيك     |
| رقم 145 (Mi #205)                                                                                           |        | الذكرى السنوية الأولى لاعتماد دستور أوكرانيا. | 0,20 هريفنا                          | 28 يونيو 1997 م     | 250٬000                                 | فاسيل إيفانوفيتش دفورنيك     |
| رقم 146 (Mi #206)                                                                                           |        | الأعياد والطقوس الشعبية: عطلة إيفان كوبالا [الإنجليزية]. | 0,20 هريفنا                          | 5 يوليو 1997 م      | 250٬000                                 | أوليكسي شتانكو               |
| رقم 147 (Mi #207)                                                                                           |        | "نساء أوكرانيا الشهيرات": الأميرة أولغا. | 0,40 هريفنا                          | 12 يوليو 1997 م     | 250٬000                                 | أوليكسي شتانكو               |
| رقم 148 (Mi #208)                                                                                           |        | "نساء أوكرانيا الشهيرات": ألكسندرا أناستازيا ليسوفسكا أو روكسيلانا أو خرم سلطان. | 0,40 هريفنا                          | 12 يوليو 1997 م     | 250٬000                                 | أوليكسي شتانكو               |
| رقم 149 (Mi #209)                                                                                           |        | الذكرى المئوية للاستيطان الأول للأوكرانيين في الأرجنتين. | 0,20 هريفنا                          | 16 أغسطس 1997 م     | 200٬000                                 | إيفان توريتسكي               |
| رقم 150 (Mi #210) رقم 151 (Mi #211) رقم 152 (Mi #212) رقم 153 (Mi #213) رقم 154 (Mi #214)                   |        | مجموعة من خمسة طوابع حول "الأوسمة والنياشين والميداليات في أوكرانيا [الأوسمة والنياشين والميداليات] التي يمنحها رئيس أوكرانيا"، وهي كما يلي: - وسام الاستحقاق - وسام بوهدان خميلينتسكي [الإنجليزية] - وسام الشجاعة [الإنجليزية] - وسام الخدمة العسكرية [الإنجليزية] - ميدالية "الخدمة التي لا تشوبها شائبة" [الإنجليزية]                                       | 0,60 0,40 0,30 0,20 هريفنا           | 20 أغسطس 1997 م     | 300٬000 200٬000 300٬000 200٬000 250٬000 | فولودومير تاران أليكسي خاروك |
| رقم 155 (Mi #215) رقم 156 (Mi #216)                                                                         |        | ورقة طوابع متجاورة حول "الأوسمة والنياشين والميداليات في أوكرانيا [الأوسمة والنياشين والميداليات] التي يمنحها رئيس أوكرانيا"، وهما طابعان عن وسام الأمير ياروسلاف الحكيم ويظهر فيهما ما يلي: - الطابع الأول تظهر فيه صورة وسام الأمير ياروسلاف الحكيم - الطابع الأول تظهر فيه صورة نجمة وسام الأمير ياروسلاف الحكيم                                            | 0,60 هريفنا                          | 20 أغسطس 1997 م     | 50٬000                                  | فولودومير تاران أليكسي خاروك |
| رقم 157 (Mi #217)                                                                                           |        | سلسلة هيتمان أوكرانيا: هتمان دميترو فيشنيفيتسكي [الإنجليزية]. | 0,20 هريفنا                          | 13 سبتمبر 1997 م    | 250٬000                                 | يوري لوغفين                  |
| رقم 158 (Mi #218)                                                                                           |        | سلسلة هيتمان أوكرانيا: هتمان بيليب أورليك [الإنجليزية]. | 0,20 هريفنا                          | 13 سبتمبر 1997 م    | 250٬000                                 | يوري لوغفين                  |
| رقم 159 (Mi #219)                                                                                           |        | الذكرى الخامسة والعشرون بعد المائة لولادة سولوميا كروشيلنيتسكا(1872—1952). | 0,20 هريفنا                          | 23 سبتمبر 1997 م    | 250٬000                                 | سيرغي لوكيانينكو             |
| رقم 160 (Mi #220)                                                                                           |        | تصنيع الطائرات في أوكرانيا: "طائرة أنتونوف أن-74". | 0,20 هريفنا                          | 30 أكتوبر 1997 م    | 250٬000                                 | ف. إ. سامويلوف               |
| رقم 161 (Mi #221)                                                                                           |        | تصنيع الطائرات في أوكرانيا: "طائرة أنتونوف أن-38". | 0,40 هريفنا                          | 30 أكتوبر 1997 م    | 250٬000                                 | ف. إ. سامويلوف               |
| رقم 162 (Mi #224)                                                                                           |        | تجربة الفضاء الأمريكية الأوكرانية المشتركة "كولومبيا" (للفترة من 19 نوفمبر إلى - 5 ديسمبر 1997). اشترك فيها الباحث رائد الفضاء الأوكراني ليونيد كادينوك. | 0,40 هريفنا                          | 6 ديسمبر 1997 م     | 200٬000                                 | يفهين فيدوروفيتش سيندزيوك    |
| رقم 163 (Mi #222)                                                                                           |        | صناعة السفن في أوكرانيا. "المدمرة زافيتني [الروسية]". | 0,20 هريفنا                          | 6 ديسمبر 1997 م     | 250٬000                                 | ف. إ. سامويلوف               |
| رقم 164 (Mi #223)                                                                                           |        | صناعة السفن في أوكرانيا: سفينة "الأكاديمي سيرجي كوروليف" للأبحاث [الإنجليزية]. | 0,40 هريفنا                          | 6 ديسمبر 1997 م     | 250٬000                                 | ف. إ. سامويلوف               |
| رقم 165 (Mi #225)                                                                                           |        | طابع بمناسبة عيد الميلاد المجيد! | 0,20 هريفنا                          | 20 ديسمبر 1997 م    | 200٬000                                 | جينادي زادنيبرياني           |
| رقم 166 (Mi #226)                                                                                           |        | الفن الشعبي في أوكرانيا. الرسم الشعبي: "ديك". | 0,20 هريفنا                          | 20 ديسمبر 1997 م    | 200٬000                                 | كوزنيتسوف غينادي             |
| رقم 167 (Mi #227)                                                                                           |        | الفن الشعبي في أوكرانيا. تطريز الخرز [الإنجليزية]: "كبتار [الأوكرانية]". | 0,20 هريفنا                          | 20 ديسمبر 1997 م    | 200٬000                                 | كوزنيتسوف غينادي             |
| رقم 168 (Mi #228)                                                                                           |        | الفن الشعبي في أوكرانيا. نقش الخشب: "طبق مزخرف". | 0,40 هريفنا                          | 20 ديسمبر 1997 م    | 200٬000                                 | كوزنيتسوف غينادي             |
| رقم 169 (Mi #229)                                                                                           |        | الفن الشعبي في أوكرانيا. تشكيل الطين: "ضأن". | 0,40 هريفنا                          | 20 ديسمبر 1997 م    | 200٬000                                 | كوزنيتسوف غينادي             |
| رقم 170 (Mi #230) رقم 171 (Mi #231) رقم 172 (Mi #232) رقم 173 (Mi #233)                                     |        | ورقة طوابع صغيرة بعنوان "الفن الشعبي الأوكراني". | 0,20 0,40 0,20 هريفنا                | 20 ديسمبر 1997 م    | 50٬000                                  | كوزنيتسوف غينادي             |
| رقم 174 (Mi #234)                                                                                           |        | الذكرى الخامسة والعشرون بعد المائة لولادة فاسيل هريهوروفيتش كريتشيفسكي (1872—1952). | 0,10 هريفنا                          | 20 ديسمبر 1997 م    | 5٬000٬000                               | أوليكسي شتانكو               |
| رقم 175 (Mi #235)                                                                                           |        | الذكرى الخامسة والسبعون بعد المائتين لولادة غريغوري سافيتش سكوفورودا (1722—1794). | 0,60 هريفنا                          | 27 ديسمبر 1997 م    | 200٬000                                 | فولودومير تاران أليكسي خاروك |
| رقم 176 (Mi #237) رقم 177 (Mi #238) رقم 178 (Mi #239) رقم 179 (Mi #240) رقم 180 (Mi #241) رقم 181 (Mi #242) |        | ورقة طوابع متجاورة عن "عالم الحيوان في أوكرانيا"، وضمت الطوابع التالية: - قبرة الغيط (Alauda arvensi) - عقاب البحر بيضاء الذيل (Haliaeetus albicilla Linnaeus) - اللقلق الأسود (Ciconia nigra Linnaeus) - القنفذ طويل الأذن (Erinaceus auritus Gmelin) - زغبة الحدائق (Eliomys quercinus Linnaeus) - الخنزير البري (Sus scrofa)                                | 0,20 0,40 0,20 0,40 0,20 0,40 هريفنا | 30 ديسمبر 1997 م    | 100٬000                                 | ف. ي. لسنياك                 |
| رقم 182 (Mi #236)                                                                                           |        | شعارات النبالة القديمة لأراضي أوكرانيا: روثينيا الكارباتية. | 0,20 هريفنا                          | 30 ديسمبر 1997 م    | 200٬000                                 | سنارسكي [الأوكرانية]         |